# Bueana
Bueana is een geslacht van hooiwagens uit de familie Assamiidae.
De wetenschappelijke naam Bueana is voor het eerst geldig gepubliceerd door Roewer in 1927. 

## Soorten
Bueana is monotypisch en omvat slechts de volgende soort:
- Bueana ephippiata